# 上海市城市运行管理中心
上海市城市运行管理中心簡稱上海市城运中心，成立於2020年4月，是中華人民共和國上海市的一個負責协调各相关政府职能部门开展工作的機構，負責上海城市运行状态监测分析和预警研判以及应急事件联动处置。上海市城运中心與同济大学進行各領域合作。此外上海各個區也有自己的区城运中心（例如2020年11月4日，徐汇区城市运行管理中心启用）。2020年9月27日，位於上海市政府办公大楼內的上海市城运大厅启用。2020年10月21日，上海市城市运行管理中心的組成部分市域物联网运营中心投入使用。